# Les Cinq Cents Millions de la Bégum
Les Cinq Cents Millions de la Bégum (literalment «els cinc-cents milions de la begum»), és una novel·la de Jules Verne, publicada el 1879, amb alguns elements utòpics i altres elements clarament distòpics.

## Argument
Dos homes hereten una gran fortuna com a descendents d'un soldat francès que es va establir a l'Índia i es va casar amb la vídua immensament rica d'un noble bey nadiu, la «begum» del títol. Un dels hereus, el Dr. Sarrasin, un metge francès, decideix establir una ciutat utòpica, construïda i mantinguda amb la salut pública com a principal preocupació del seu govern. L'altre, el professor Schultze, és un científic alemany militarista i racista. Schultze decideix fer la seva pròpia utopia, una ciutat dedicada a la producció d'armes cada cop més poderoses i destructives, i es compromet a destruir la ciutat de Sarrasin. Tots dos homes convencen el govern dels Estats Units perquè cedeixi la seva sobirania sobre dues ciutats per a la creació de les seves ciutats-estat utòpiques. Una és Ville-France a la banda occidental de les Cascades, i l'altre és Stahlstadt, a la banda est.
La major part de l'acció té lloc a Stahlstadt, un vast complex industrial i miner, on els minerals es transformen en acer i després es converteixen en armes. Stahlstadt es converteix en pocs anys en el major productor d'armes del món. Schultze és el dictador de Stahlstadt, la paraula del qual és llei i que pren totes les decisions importants personalment.
Un alsacià, Marcel Bruckmann, es trasllada a Stahlstadt i ràpidament ascendeix en la seva jerarquia, guanyant-se la confiança personal de Schultze. Descobreix alguns secrets ben guardats i envia un avís d'aquests als seus amics francesos. Resulta que Schultze no es conforma amb produir armes, sinó que té plena intenció d'utilitzar-les primer contra Ville-France i després per establir el domini mundial d'Alemanya.
S'estan produint dues armes: un supercanó capaç de disparar càrregues incendiàries massives i obusos plens de gas a Ville-France. El gas de Schultze està dissenyat no només per sufocar les seves víctimes, sinó també per congelar-les. Malauradament per a Schultze, la càrrega incendiària disparada pel súper canó a Ville-France no només fa que el canó quedi inutilitzable, sinó que també no impacta en l'objectiu. La càrrega sobrevola la ciutat i s'enfila cap a l'espai. Mentre Schultze prepara les ordres per a l'assalt final, un projectil de gas a l'oficina explota accidentalment i el mata.
Stahlstadt s'ensorra perquè Schultze ho havia mantingut tot a les seves pròpies mans i mai no va nomenar cap lloctinent. Fa fallida i es converteix en un poble fantasma. Bruckmann i el seu amic, el fill del doctor Sarrasin, se'n fan càrrec. Schultze és enterrat a la seva tomba, amb el seu cadàver a vista pública, tal com havia planejat fer amb els seus enemics, mentre els bons francesos es fan càrrec de la direcció de Stahlstadt per tal de "a partir d'ara servir una bona causa" amb la producció d'armes utilitzant-se per defensar Ville-France.

## Influència, anàlisi i valoracions
El llibre va ser vist com una premonició anticipada de l'ascens de l'Alemanya nazi, amb el seu principal antagonista sent descrit pels crítics com «un proto-Hitler». La novel·la reflecteix la mentalitat imperant a França després de la seva derrota a la guerra francoprussiana de 1870-1871, mostrant un amarg biaix antialemany completament absent de les obres anteriors a 1871 de Verne com ara Viatge al centre de la Terra on tots els protagonistes (excepte un islandès) són alemanys. En la seva extensa crítica de les obres de Verne, Walter A. McDougall va comentar respecte a Les Cinq Cents Millions de la Bégum: «Després de la guerra francoprussiana, Verne va començar a inventar científics bojos i genis malvats».
Al llarg del llibre, Verne ridiculitza repetidament les idees racistes de Schultze i el personatge en si (la paraula «Vaterland» en alemany apareix contínuament dins el text original francés en les diatribes de Schultze). Segons el crític Paul Kincaid, la ridiculització de Verne dels estereotips ètnics alemanys es pot considerar com a part d'un estereotip ètnic en sentit contrari.
En el moment d'escriure la novel·la, l'opinió pública a França es va veure moguda per les generoses donacions fetes pels ciutadans de San Francisco a un fons de socors per als soldats malalts i ferits de França durant la guerra francoprussiana. Com a reconeixement, el govern francès va donar a la recentment creada Associació d'Art de San Francisco una col·lecció de còpies de marbres originals del Louvre, incloent vint-i-cinc peces del fris del Partenó.
L'investigador George Klein escrigué que «Les Cinq Cents Millions de la Bégum comparteix el seu tema principal amb Verne's Face au drapeau, publicat el 1896: el patriotisme francès enfrontat a l'amenaça de les super-armes futuristes (el que ara s'anomenaria armes de destrucció massiva) i sortint-ne victoriós».

## Adaptacions cinematogràfiques
- Tajemství Ocelového města (1979), una pel·lícula realitzada a Txecoslovàquia i dirigida per Ludvík Ráža.